# Aotus jorgehernandezi
El mico nocturno de Hernández Camacho (Aotus jorgehernandezi) es una especie de primate platirrino de la familia Aotidae endémico en Colombia. Fue descrito en 2007 por Thomas Defler y Marta Bueno.

## Descripción
Se caracteriza por el cuello gris y un parche blanco sobre cada ojo, separados por una franja blanca. El pelaje del pecho, vientre, miembros posteriores y muñecas es escaso y blanco. Difiere de las otras especies con cuello gris como el mono nocturno de Brumback (Aotus brumbacki) por el hecho de poseer 50 cromosomas.

## Distribución
La especie habita en Colombia en las laderas occidentales y piedemonte de los Andes, entre los departamentos de Quindío y Risaralda. Es probable que exista en el parque nacional natural Tatamá. Este rango se considera parte del mico nocturno panameño Aotus zonalis. El nombre específico se asignó en homenaje al biólogo colombiano Jorge Hernández Camacho.